# Лазар Предојев
Лазар Предојев је српски монтажер.
Дипломирао монтажу на Академији уметности у Београду.
Сарађивао са редитељима попут Олега Новковића, Милоша Аврамовића, Душана Милића, Дејана Зечевића, Владимира Паскаљевића и Драгана Бјелогрлића.
Монтирао најгледанији филм Јужни ветар из 2018. године и мегапопуларну серију Сенке над Балканом.
Добитник награде Марко Глушац на Фестивалу ауторског филма за најперспективнијег филмског монтажера у Србији 2015. године.
Живи и ради у Београду.

## Филмографија
- 2005 - Флерт
- 2006 - Кројачева тајна
- 2006 - Сутра ујутру
- 2007 - Одбачен
- 2008 - Чарлстон за Огњенку - визулни ефекти
- 2010 - Бели, бели свет
- 2010 - Тотално нови талас
- 2011 - Сестре
- 2012 - Мора љубави
- 2012 - 2014 - Фолк (ТВ серија)
- 2014 - Травелатор
- 2015 - Отаџбина
- 2015 - 2016 - Чизмаши (ТВ серија)
- 2016 - Добра жена
- 2016 - Сумњива лица
- 2017 - Изгредници (филм)
- 2018 - Јужни ветар (филм)
- 2019 - Краљ Петар Први (ТВ серија)
- 2017 - 2019 - Сенке над Балканом
- 2018 - 2019 - Жигосани у рекету - супервизор монтаже
- 2020 - Јужни ветар (ТВ серија) - супервизор монтаже
- 2020 - Жив човек
- 2021 - Јужни ветар 2: Убрзање
- 2023 - Радничка класа иде у пакао
- 2024 - Сабља (ТВ серија)
- 2024 - Мајка Мара
- 2020 - 2024 - Мочвара (ТВ серија)